# GEIPAN
GEIPAN, (Groupe d'Études et d'Informations sur les Phénomènes Aérospatiaux Non-identifiés, sept. 2005-), conosciuto anche come GEPAN (1977-1988) e SEPRA (1988-2004), è una unità dell'agenzia spaziale francese CNES il cui scopo è investigare fenomeni aerospaziali non identificati (anche noti come UAP - unidentified aerospace phenomena) e rendere le scoperte disponibili al pubblico.

## Gestione delle informazioni
La Gendarmeria francese aveva istruzioni di canalizzare le informazioni provenienti dai rapporti di avvistamenti UFO verso la SEPRA, che pertanto era in grado di avere a disposizione un grande database di tali eventi.
Nel caso in cui vi fossero tracce attendibili, SEPRA poteva contare sulle risorse tecniche del CNES al fine realizzare una investigazione di carattere scientifico. 
Un esempio famoso di investigazione di questo tipo fu il Caso di Trans-en-Provence.
Nel marzo 2007, GEIPAN iniziò a rendere disponibili i propri archivi a chiunque ed oggi continua a raccogliere, gestire e a pubblicare dettagliatamente le analisi dei dati raccolti sugli eventi segnalati. Ricerca dei casi registrati
Alcuni scettici francesi hanno criticato la qualità del lavoro svolto dal GEPAN.